# Scylaticus zonatus
Scylaticus zonatus är en tvåvingeart som beskrevs av Friedrich Hermann Loew 1858. Scylaticus zonatus ingår i släktet Scylaticus och familjen rovflugor. Inga underarter finns listade i Catalogue of Life.